# Nodaria melanopa
Nodaria melanopa là một loài bướm đêm trong họ Noctuidae.